# هانز يواكيم ستاك
هانز يواكيم ستاك (بالألمانية: Hans-Joachim Stuck)‏ مواليد 1 يناير 1951، هو سائق فورملا 1 ألماني بدأ مسيرته الاحترافية سنة 1974. كان أول سباق له هو جائزة الأرجنتين الكبرى 1974. خاض خلال مسيرته 81 سباقاً.

## سباقات شارك فيها
- لو مان 24 ساعة
- بطولة العالم للسيارات الرياضية

## روابط خارجية
- هانز يواكيم ستاك على موقع مونزينجر (الألمانية)
- هانز يواكيم ستاك على موقع ديسكوغز (الإنجليزية)
- هانز يواكيم ستاك على موقع DriverDB.com (الإنجليزية)